# Joachim Sterly

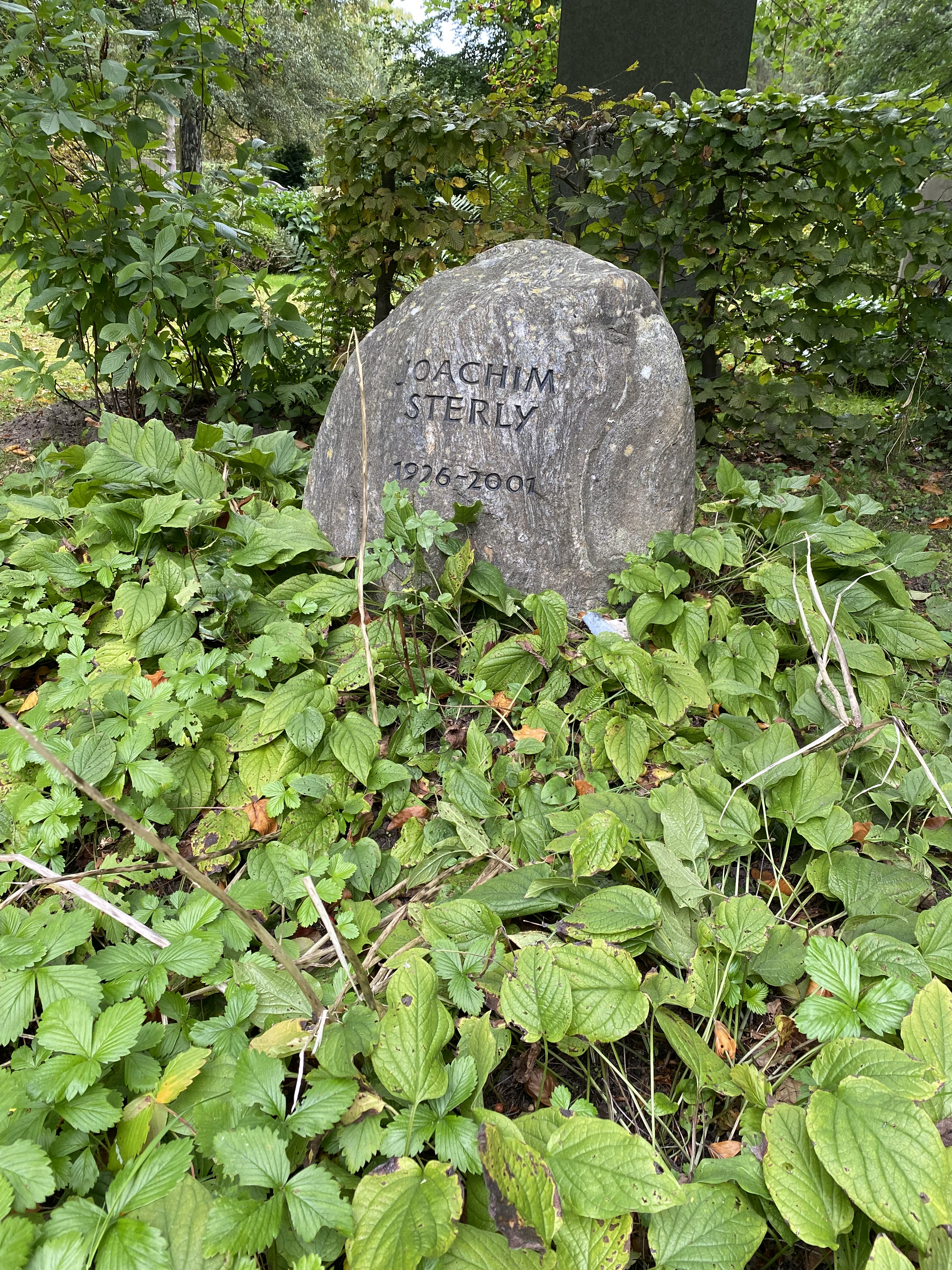
Grabstätte Joachim Sterly auf dem Friedhof Ohlsdorf

Joachim Sterly (* 30. März 1926 in Bremen; † 14. Dezember 2001) war ein deutscher Ethnologe. Er begründete 1970 die „Arbeitsgemeinschaft Ethnomedizin“ (AGEM e.V.) und war Herausgeber der Zeitschrift Ethnomedizin (Vorgänger der Zeitschrift Curare).
Seine Grabstätte befindet sich auf dem Hamburger Friedhof Ohlsdorf im Planquadrat AC 29 südwestlich von Kapelle 6.

## Schriften
- Heilpflanzen der Einwohner Melanesiens. Beiträge zur Ethnobotanik des südwestlichen Pazifik. Renner, München 1970.
- als Herausgeber mit Hermann Janssen, Joachim Sterly, Karl Wittkemper: Carl Laufer MSC. Missionar und Ethnologe auf Neu-Guinea. Eine Gedenkschrift für P. Carl Laufer MSC. Gewidmet von seinen Freunden. Herder, Freiburg 1975, ISBN 3-451-17130-9.
- Ethnomedizin und Medizingeschichte. Symposion vom 2. bis zum 4. Mai 1980 in Hamburg (= Beiträge zur Ethnomedizin, Ethnobotanik und Ethnozoologie, Bd. 8). Verlag Mensch und Leben, Berlin 1983, ISBN 3-88911-005-3.
- Kumo. Hexer und Hexen in Neu-Guinea. Kindler Verlag, München 1990, ISBN 3-463-40052-9.
- Simbu Plant-Lore. Plants used by the people in the central highlands of New Guinea. Reimer, Berlin 1997, ISBN 3-496-02629-4.
  - Bd. 1: The people and their plant lore
  - Bd. 2: Botanical survey of Simbu plants
  - Bd. 3. Ethnographical key